# 阿尔戈尔赛姆
阿尔戈尔赛姆（法語：Algolsheim，法語發音：[alɡɔlsaim] ⓘ）是法国上莱茵省的一个市镇，属于科尔马-里博维莱区。

## 地理
阿尔戈尔赛姆（48°0'21"N, 7°33'33"E）面积7.22 平方千米，位于法国大東部大區上莱茵省，该省份为法国东部内陆省份，是阿尔萨斯的一部分，今与下莱茵省组成了阿尔萨斯欧洲集体，其北临下莱茵省，西接孚日省，西南接贝尔福地区省，东侧沿莱茵河与德国相望，南与瑞士接壤。
与阿尔戈尔赛姆接壤的市镇（或旧市镇、城区）包括：福格尔格林、韦科尔赛姆、福尔格尔赛姆、奥贝尔萨阿桑、热斯瓦塞。
阿尔戈尔赛姆的时区为UTC+01:00、UTC+02:00（夏令时）。

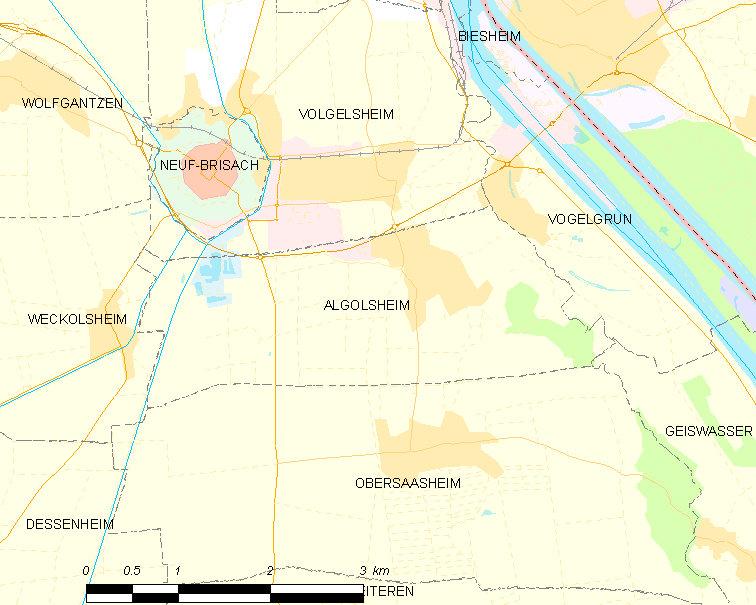
阿尔戈尔赛姆的OSM定位图

## 行政
阿尔戈尔赛姆的邮政编码为68600，INSEE市镇编码为68001。

## 政治
阿尔戈尔赛姆所属的省级选区为恩西赛姆县。

## 人口

1962-2008年间阿尔戈尔赛姆人口变化图示

阿尔戈尔赛姆于2022年1月1日时的人口数量为1132人。